# Macroteleia fugacious
Macroteleia fugacious är en stekelart som beskrevs av Mikhail Vasilievich Kozlov och Lê 2000. Macroteleia fugacious ingår i släktet Macroteleia och familjen Scelionidae. Inga underarter finns listade i Catalogue of Life.